# 仙台国際ハーフマラソン大会
仙台国際ハーフマラソン大会（せんだいこくさいハーフマラソンたいかい）とは、宮城県仙台市にて開催されているハーフマラソン国際大会である。愛称は「杜の都ハーフ」。

## 概要
ハーフマラソンに加えて、5kmと2kmのコースも設定されており、約1万人が参加する。
日本学生陸上競技対校選手権大会で開催されなくなったハーフマラソン種目の受け皿の役割も期待されている。
招待選手は、仙台市の姉妹都市・友好都市の外国人選手や学生、実業団連盟からの推薦選手である。
第17回大会は2007年（平成19年）5月13日に行われ、女子ではアテネオリンピック・女子マラソン金メダリストの野口みずき（シスメックス）が1時間8分54秒で優勝した。なお、この記録は大会歴代2位。2位はコンスタンティナ・トメスク（ルーマニア）、記録は1時間10分24秒。

## コース・種目
ハーフマラソンの部は、仙台市陸上競技場の東側を南北に通る市道八軒小路原町坂下線をスタートして仙台市都心部に向かい、定禅寺通で最初の折り返しとなり、仙台市陸上競技場を通り越して卸町通で2回目の折り返しをして仙台市陸上競技場でゴールとなる。
かつては仙台市陸上競技場（旧・宮城陸上競技場）をスタートして、東部流通団地、長町地区、仙台市都心部を回り、定禅寺通から勾当台公園市民広場（仙台市役所前）に入ってゴールする公認コース（21.0975km）で開催されていた。さらに以前には、大崎八幡宮前を経由していたが、2007年のコース変更により大崎八幡宮前は経由しなくなった。
| ハーフマラソン (21.0975km) | 登録男子        | 登録女子        |
| ハーフマラソン (21.0975km) | 一般男子        | 一般女子        |
| ハーフマラソン (21.0975km) | 車椅子          |                 |
| 5km                        | 男子            | 女子            |
| 2km                        | 小学4-6年生男子 | 小学4-6年生女子 |
| 2km                        | 中学生男子      | 中学生女子      |
| 2km                        | 60歳以上男子    | 60歳以上女子    |

## 年表
- 1991年（平成3年）3月17日、第1回「仙台ハーフマラソン大会」開催。以降、例年3月上旬から中旬の開催が続いた。
- 2001年（平成13年）より、車いすの部も同時開催されるようになった。
- 2003年（平成15年）より、車いすの部が正式競技となった。女子・男子の順でスタートする。ゴールはハーフマラソンの部と同様に勾当台公園市民広場であるが、毎年スタート地点が異なり、距離も年々延びた。
- 2005年（平成17年）より、国際大会化され「仙台国際ハーフマラソン大会」に改称。7月上旬に開催時期が変更された。
- 2006年（平成18年）より、例年5月中旬の開催となった。
- 2007年（平成19年）より、ハーフマラソンが宮城野原公園東側の路上をスタートとするコースとなった。
- 2011年（平成23年）
  - 3月11日、東北地方太平洋沖地震（東日本大震災）が発生。
  - 3月30日、実行委員会が開かれ、第21回大会（5月8日開催予定）の中止を決定した[3]。中止となった主な理由は、参加者のアクセス手段や宿泊施設の確保が困難であること、宮城県警や各種協力団体が災害対応に追われていること、コースが至る所で傷んでいること、多くの人々が犠牲になったことや不便な生活を余儀なくされている被災者の感情を配慮したことなど[3]。
  - 3月31日、第21回大会の中止が報道された[4]。
  - 10月1日、大会愛称の募集開始（10月31日まで）[5]。
  - 11月29日、翌年の第22回大会より、「杜の都ハーフ」の愛称とロゴマークの使用を開始すると発表された[6]。
- 2012年（平成24年）の第22回大会より、仙台市民マラソンと統合・再編成して、1万人規模の国際大会へとリニューアルされた。
- 2020年（令和2年）4月1日、実行委員会が開かれ、新型コロナ感染拡大の影響で第30回大会（5月10日開催予定）の中止を決定した。

## 歴代優勝者
第21回・第30回・第31回は中止。

### 男子
| 回 | 開催日        | 優勝記録 | 選手名                   | 所属                 |
| -- | ------------- | -------- | ------------------------ | -------------------- |
| 1  | 1991年3月17日 | 1:03:57  | 新宅永灯至               | 三井生命             |
| 2  | 1992年3月15日 | 1:03:43  | セルゲイ・ソコフ         | ベラルーシ           |
| 3  | 1993年3月7日  | 1:03:53  | 仙内勇                   | 大阪陸上競技協会     |
| 4  | 1994年3月13日 | 1:03:47  | 渋谷俊浩                 | 雪印                 |
| 5  | 1995年3月12日 | 1:03:58  | 磯松大輔                 | 法政大学             |
| 6  | 1996年3月10日 | 1:01:59  | ステファン・マヤカ       | 山梨学院大学         |
| 7  | 1997年3月9日  | 1:03:11  | ジュリアス・ギタヒ       | 仙台育英学園高等学校 |
| 8  | 1998年3月8日  | 1:03:18  | エリック・ワイナイナ     | コニカ               |
| 9  | 1999年3月14日 | 1:03:56  | 神屋伸行                 | 駒澤大学             |
| 10 | 2000年3月12日 | 1:02:28  | ジェームス・ワイナイナ   | 仙台育英学園高等学校 |
| 11 | 2001年3月11日 | 1:03:35  | 高橋健一                 | 富士通               |
| 12 | 2002年3月10日 | 1:03:57  | 藤田将弘                 | 積水化学             |
| 13 | 2003年3月9日  | 1:03:27  | 藤井周一                 | 日本大学             |
| 14 | 2004年3月14日 | 1:03:09  | 保科光作                 | 日本体育大学         |
| 15 | 2005年7月10日 | 0:59:43  | サムエル・ワンジル       | トヨタ自動車九州     |
| 16 | 2006年5月14日 | 1:03:28  | ダニエル・ジェンガ       | ヤクルト             |
| 17 | 2007年5月13日 | 1:02:29  | オンベチェ・モカンバ     | アイデム             |
| 18 | 2008年5月11日 | 1:01:55  | アルン・ジョロゲ         | 小森コーポレーション |
| 19 | 2009年5月10日 | 1:02:02  | アルン・ジョロゲ         | 小森コーポレーション |
| 20 | 2010年5月9日  | 0:59:48  | マーティン・マサシ       | スズキ浜松AC         |
| 22 | 2012年5月13日 | 1:01:34  | ジョハナ・マイナ         | 富士通               |
| 23 | 2013年5月12日 | 1:01:54  | メクボ・ジョブ・モグス   | 日清食品グループ     |
| 24 | 2014年5月11日 | 1:01:43  | ジョハナ・マイナ         | 富士通               |
| 25 | 2015年5月10日 | 1:02:33  | ジョハナ・マイナ         | 富士通               |
| 26 | 2016年5月8日  | 1:03:06  | 今井正人                 | トヨタ自動車九州     |
| 27 | 2017年5月14日 | 1:01:44  | チャールズ・ディランゴ   | JFEスチール          |
| 28 | 2018年5月13日 | 1:03:05  | 松本稜                   | トヨタ自動車         |
| 29 | 2019年5月12日 | 1:01:10  | アレクサンダー・ムティソ | NDソフト             |
| 32 | 2022年5月8日  | 1:01:08  | アレクサンダー・ムティソ | NDソフト             |
| 33 | 2023年6月4日  | 1:01:49  | ジョセフ・カランジャ     | 愛知製鋼             |
| 34 | 2024年5月12日 | 1:02:31  | 中山顕                   | Honda                |
| 35 | 2025年5月11日 | 1:01:41  | ロロット・アンドリュー   | YKK                  |

### 女子
| 回 | 開催日        | 優勝記録 | 選手名                 | 所属                           |
| -- | ------------- | -------- | ---------------------- | ------------------------------ |
| 1  | 1991年3月17日 | 1:14:10  | 梶本有里               | 青山学院大学                   |
| 2  | 1992年3月15日 | 1:12:19  | 謝麗華                 | 中華人民共和国                 |
| 3  | 1993年3月7日  | 1:13:07  | 草萱昌子               | 東京女子体育大学               |
| 4  | 1994年3月13日 | 1:14:44  | 王仁梅                 | 中国                           |
| 5  | 1995年3月12日 | 1:13:19  | 鈴木由美子             | 亜細亜大学                     |
| 6  | 1996年3月10日 | 1:10:58  | 弘山晴美               | 資生堂                         |
| 7  | 1997年3月9日  | 1:13:15  | 劉剣英                 | スズキ自動車                   |
| 8  | 1998年3月8日  | 1:10:09  | エスタ・ワンジロ       | 日立製作所                     |
| 9  | 1999年3月14日 | 1:07:59  | エスタ・ワンジロ       | 日立製作所                     |
| 10 | 2000年3月12日 | 1:09:04  | エレナ・マイヤー       | 南アフリカ共和国               |
| 11 | 2001年3月11日 | 1:10:12  | エレナ・マイヤー       | 南アフリカ共和国               |
| 12 | 2002年3月10日 | 1:11:54  | エレナ・マイヤー       | 南アフリカ共和国               |
| 13 | 2003年3月9日  | 1:12:10  | 坂下奈穂美             | 三井住友海上                   |
| 14 | 2004年3月14日 | 1:13:59  | テグラ・ロルーペ       | ケニア                         |
| 15 | 2005年7月10日 | 1:12:50  | テグラ・ロルーペ       | ケニア                         |
| 16 | 2006年5月14日 | 1:11:27  | 福士加代子             | ワコール                       |
| 17 | 2007年5月13日 | 1:08:54  | 野口みずき             | シスメックス                   |
| 18 | 2008年5月11日 | 1:08:25  | 野口みずき             | シスメックス                   |
| 19 | 2009年5月10日 | 1:08:50  | 赤羽有紀子             | ホクレン                       |
| 20 | 2010年5月9日  | 1:12:51  | 樋口紀子               | ワコール                       |
| 22 | 2012年5月13日 | 1:11:21  | 加藤麻美               | パナソニック                   |
| 23 | 2013年5月12日 | 1:10:36  | 野口みずき             | シスメックス                   |
| 24 | 2014年5月11日 | 1:11:27  | 岡田唯                 | 大塚製薬                       |
| 25 | 2015年5月10日 | 1:10:24  | 前田彩里               | ダイハツ                       |
| 26 | 2016年5月8日  | 1:12:05  | フェリスタ・ワンジュグ | ユニバーサルエンターテイメント |
| 27 | 2017年5月14日 | 1:11:07  | 田中華絵               | 第一生命グループ               |
| 28 | 2018年5月13日 | 1:12:16  | 阿部有香里             | しまむら                       |
| 29 | 2019年5月12日 | 1:09:27  | 野上恵子               | 十八銀行                       |
| 32 | 2022年5月8日  | 1:09:08  | 前田穂南               | 天満屋                         |
| 33 | 2023年6月4日  | 1:11:38  | 一山麻緒               | 資生堂                         |
| 34 | 2024年5月12日 | 1:11:17  | 前田穂南               | 天満屋                         |
| 35 | 2025年5月11日 | 1:11:00  | 鈴木亜由子             | JP日本郵政グループ             |

### 車いすの部
- 優勝記録は、ハーフマラソンとなった2007年以降のみ記載。

| 回 | 開催日        | 優勝記録 | 選手名   | 所属           |
| -- | ------------- | -------- | -------- | -------------- |
| 11 | 2001年3月11日 |          | 熊谷重信 | 宮城県仙台市   |
| 12 | 2002年3月10日 |          | 永尾嘉章 | 兵庫県         |
| 13 | 2003年3月9日  |          | 廣道純   | 大分県         |
| 14 | 2004年3月14日 |          | 久保恒造 | 北海道         |
| 15 | 2005年7月10日 |          | 廣道純   | 大分県         |
| 16 | 2006年5月14日 |          | 久保恒造 | 北海道身障陸協 |
| 17 | 2007年5月13日 | 0:43:13  | 笹原廣喜 | オムロン太陽   |
| 18 | 2008年5月11日 | 0:44:18  | 山本浩之 | 友愛病院       |
| 19 | 2009年5月10日 | 0:43:49  | 小谷謙二 | 兵庫県         |
| 20 | 2010年5月9日  | 0:44:34  | 樋口政幸 | 長野身障陸協   |
| 22 | 2012年5月13日 | 0:45:28  | 山本浩之 | はぁとスペース |
| 23 | 2013年5月12日 | 0:46:03  | 樋口政幸 | バリストライド |
| 24 | 2014年5月11日 | 0:46:24  | 樋口政幸 | バリストライド |
| 25 | 2015年5月10日 | 0:47:46  | 樋口政幸 | Baristride     |
| 26 | 2016年5月8日  | 0:45:43  | 山本浩之 |                |
| 27 | 2017年5月14日 | 0:47:38  | 樋口政幸 | PUMA JAPAN     |
| 28 | 2018年5月13日 | 0:45:51  | 樋口政幸 | PUMA JAPAN     |
| 29 | 2019年5月12日 | 0:47:06  | 山本浩之 |                |
| 32 | 2022年5月8日  | 0:46:02  | 鈴木朋樹 | トヨタ自動車   |
| 33 | 2023年6月4日  | 0:48:20  | 樋口政幸 | PUMA JAPAN     |
| 34 | 2024年5月12日 | 0:51:16  | 西田宗城 | baccarat       |
| 35 | 2025年5月11日 | 0:47:09  | 鈴木朋樹 | トヨタ自動車   |

## 大会運営
- 主催：仙台市・仙台市スポーツ振興事業団・宮城陸上競技協会・仙台市陸上競技協会・みやぎ障害者陸上競技協会・河北新報社・東北放送
- 後援：日本陸上競技連盟・日本パラ陸上競技連盟・宮城県・宮城県教育委員会・仙台市教育委員会・仙台市スポーツ協会・仙台市体育指導委員協議会・仙台市学区民体育振興会連合会・NHK仙台放送局・仙台放送・ミヤギテレビ・khb東日本放送・朝日新聞仙台総局・読売新聞東北総局・毎日新聞仙台支局・産経新聞社東北総局・日刊スポーツ新聞社東北総局

## 放送

### テレビ
テレビでは東北放送を制作局としてTBS系列東北5県ブロックネット、TBS系列局がない秋田県では日本テレビ系列の秋田放送で同時生中継で放送される。
- 青森テレビ[7]・IBC岩手放送・テレビユー山形・東北放送・テレビユー福島は、同時刻に放送している『サンデージャポン』を休止、秋田放送[8]は日本テレビ制作の『シューイチ・第2部』（ローカルセールス枠）を休止ならびに『ニノさん』を休止もしくは後日振替で遅れネットにて放送。

テレビ中継のネット局
| 放送対象地域 | 放送局                     | 系列           | 放送時間      |
| ------------ | -------------------------- | -------------- | ------------- |
| 宮城県       | 東北放送 （tbc）【制作局】 | TBS系列        | 9:54 - 11:30  |
| 青森県       | 青森テレビ （ATV）         | TBS系列        | 10:00 - 11:24 |
| 岩手県       | IBC岩手放送 （IBC）        | TBS系列        | 10:00 - 11:24 |
| 山形県       | テレビユー山形 （TUY）     | TBS系列        | 10:00 - 11:24 |
| 福島県       | テレビユー福島 （TUF）     | TBS系列        | 10:00 - 11:24 |
| 秋田県       | 秋田放送 （ABS）           | 日本テレビ系列 | 10:00 - 11:24 |

### ラジオ
ラジオでは宮城県ローカルで生放送され、実況・解説はテレビとの同時実況となる。
ラジオ中継のネット局
| 放送対象地域 | 放送局                     | 系列            | 放送時間     |
| ------------ | -------------------------- | --------------- | ------------ |
| 宮城県       | 東北放送 （tbc）【制作局】 | JRN系列 NRN系列 | 9:54 - 11:30 |

### 2018年放送スタッフ
- 弘進ゴムアスリートパーク仙台
  - 解説：増田明美
  - 実況：松尾武
  - リポート&優勝者インタビュー：林田悟志

- 移動車（毎日放送所有の中継車を使用）
  - 解説：高橋健一
  - 実況：守屋周

- リポートバイク：伊藤晋平
- 定禅寺通り折り返し実況&有力選手インタビュー：菅生翔平